# Mir Mannu
Mir Mannu connu sous le nom de Main ul Mulk ou encore Mu'in Ul-Mulk a été un gouverneur moghol du Penjab de 1748 à 1753. Il a été nommé à ce poste après sa victoire sur l'envahisseur afghan en 1748. Il est connu dans le sikhisme pour avoir cherché à exterminer ses croyants. Après sa mort, le sikhisme a suivi la puissance rayonnante de l'ordre du Khalsa, en plein développement, pour répandre la foi dans les cœurs. Cependant, il est resté trois vers, dans la tradition populaire sikhe, en mémoire de cet ignoble tyran:

Mannu est notre faucille,

Nous sommes le fourrage, lui il fauche,

Mais plus il coupe, plus nous grandissons.